# Lanaudière
Lanaudière es una región administrativa de la provincia de Quebec, en Canadá. Se sitúa aproximadamente 30 km al noreste de Montreal. Sus habitantes se denominan, en francés, Lanaudois y Lanaudoises.
La región se localiza a lo largo del río San Lorenzo, y comprende también los valles de los ríos L'Assomption y Ouareau. Sus principales ciudades son Terrebonne, Repentigny, Joliette y Berthierville.

## Demografía
- Población: 424.223 (2005)
- Superficie: 13.537 km²
- Densidad de población: 33,6 hab./km²
- Tasa de natalidad: 9,2‰ (2004)
- Tasa de mortalidad: 6,1‰ (2003)

Fuente: Institut de la statistique du Québec

## Componentes
La región de Lanaudière está compuesta por 6 municipios regionales de condado (MRC).  Hay 71 entidades locales, incluyendo 58 municipios, 1 reserva india y 12 territorios no organizados en esta región.
MRC de Lanaudière
| Código | MRC o TE (Antiguo nombre, entre paréntesis) | CM   | Superficie total (km²) | Superficie (agua) (km²) | Superficie (tierra) (km²) | Población 2014 | Densidad (hab/km²) | Fecha de constitución | Prefecto | Mun. | ERI | TNO | Loc. | Sede            | Otros municipios más poblados |
| ------ | ------------------------------------------- | ---- | ---------------------- | ----------------------- | ------------------------- | -------------- | ------------------ | --------------------- | -------- | ---- | --- | --- | ---- | --------------- | ----------------------------- |
| 520    | D'Autray                                    |      | 1354                   | 121                     | 1233                      | 42 718         | 34,6               | 01.01.1982            | A        | 15   | -   | -   | 15   | Berthierville   | Lavaltrie                     |
| 600    | L'Assomption                                | CMM* | 285                    | 30                      | 255                       | 124 303        | 487,5              | 01.01.1983            | A        | 6    | -   | -   | 6    | L'Assomption    | Repentigny                    |
| 610    | Joliette                                    |      | 424                    | 6                       | 418                       | 66 264         | 158,5              | 01.01.1982            | A        | 10   | -   | -   | 10   | Joliette        | Notre-Dame-des-Prairies       |
| 620    | Matawinie                                   |      | 10 469                 | 1036                    | 9433                      | 48 857         | 5,2                | 01.01.1982            | A        | 15   | 1   | 12  | 28   | Rawdon          | Saint-Félix-de-Valois         |
| 630    | Montcalm                                    |      | 716                    | 8                       | 708                       | 51 163         | 72,3               | 01.01.1982            | E        | 10   | -   | -   | 10   | Sainte-Julienne | Saint-Lin-Laurentides         |
| 640    | Les Moulins                                 | CMM  | 266                    | 5                       | 261                       | 155 849        | 597,1              | 01.01.1982            | A        | 2    | -   | -   | 2    | Terrebonne      | Mascouche                     |
| 14     | Lanaudière                                  |      | 13 514                 | 1206                    | 12 308                    | 489 154        | 39,7               | .                     | ...      | 58   | 1   | 12  | 71   | Joliette        | Terrebonne, Repentigny        |

CM : Comunidad metropolitana:  CMM : Comunidad metropolitana de Montreal, * Parte; Mun. : Número de municipios; ERI : Establecimiento o reserva india; TNO : Territorio no organizado; Loc.: Entidades locales.  Prefecto (Modo de nombramiento del prefecto) : A Para y entre los alcaldes de los municipios del MRC, E Elecciones generales, V Como el territorio equivalente es una ciudad, el alcalde es prefecto también.